# 1. division i ishockey 1964-65
1. division i ishockey 1964-65 var turneringen om det ottende DM i ishockey. Mesterskabet blev arrangeret af Dansk Ishockey Union, og det var femte sæson, at mesterskabet blev afviklet i ligaform. Turneringen havde deltagelse af seks hold, der spillede en dobbeltturnering alle-mod-alle.
Mesterskabet blev vundet af KSF, som dermed vandt DM-titlen for sjette gang i alt og anden sæson i træk. Sølvmedaljerne gik til den nydannede Esbjerg Ishockey Klub, som havde overtaget Esbjerg Skøjte Klubs plads i divisionen, mens bronzemedaljerne blev vundet af Gladsaxe Skøjteløberforening, som dermed vandt DM-medaljer for første gang.

## Resultater og stillinger
De seks deltagende hold spillede en dobbeltturnering alle-mod-alle. USG blev imidlertid ekskluderet fra turneringen efter at holdet udeblev fra en kamp mod Esbjerg IK.
| Nr | Hold            | K | V | U | T | Mf |   | Mi | +/- | P                   |
| -- | --------------- | - | - | - | - | -- | - | -- | --- | ------------------- |
| 1  | KSF (M)         | 8 | 5 | 1 | 2 | 27 | – | 16 | +11 | 11                  |
| 2  | Esbjerg IK      | 8 | 5 | 1 | 2 | 34 | – | 24 | +10 | 11                  |
| 3  | Gladsaxe SF     | 8 | 5 | 0 | 3 | 27 | – | 22 | +5  | 10                  |
| 4  | Rungsted IK     | 8 | 3 | 1 | 4 | 33 | – | 29 | +4  | 7                   |
| 5  | Rødovre SIK (O) | 8 | 0 | 1 | 7 | 15 | – | 45 | −30 | 1                   |
| 6  | USG             | 0 | 0 | 0 | 0 | 0  | – | 0  | 0   | 0Forlod turneringen |

 K: Kampe spillet, V: Vundne kampe, U: Uafgjorte kampe, T: Tabte kampe, Mf: Mål for, Mi: Mål imod, +/-: Måldifference, P: Point

 

### Op- og nedrykning
Efter udeblivelsen fra kampen i Esbjerg og den efterfølgende ekskludering fra turneringen, havde Dansk Ishockey Union oprindeligt besluttet, at USG skulle tvangsnedrykkes til 2. division og erstattes af vinderen af 2. division, Vojens IK. Sønderjyderne havde vundet 2. division vest og efterfølgende besejret vinderen af 2. division øst, AIK Frederiksholm med 7-0.
Formanden for Dansk Ishockey Union, Knud Tønsberg, der var til stede i Vojens i forbindelse med kampen om mesterskabet i 2. division, udtrykte imidlertid tvivl om Vojens IK var stærke nok til at spille i 1. division og foreslog, at sønderjyderne spillede en "vejledende" kamp mod USG for at fastslå klubbernes styrkeforhold, hvorefter unionens repræsentantskab kunne beslutte, om holdet skulle rykke op.
Dette forslag blev dog klart afvist af Vojens Ishockey Klub, som mente at man på sportslig vis havde sikret sig oprykning til 1. division. Og samtidig var USG heller ikke interesseret i en sådan kamp, fordi man var i gang med at protestere over tvangsnedrykningen til 2. division. Løsningen på det hele blev at Dansk Ishockey Union besluttede at udvide 1. division fra seks til syv hold den kommende sæson, så der blev plads til både USG og Vojens IK.